# Оушан Сити
Оушан Сити (енгл. Ocean City) град је у америчкој савезној држави Њу Џерзи. По попису становништва из 2010. у њему је живело 11.701 становника.

## Демографија
Према попису становништва из 2010. у граду је живело 11.701 становника, што је 3.677 (23,9%) становника мање него 2000. године.
| Група             | 2000.          | 2010.          |
| Белци             | 14.211 (92,4%) | 10.455 (89,4%) |
| Афроамериканци    | 663 (4,3%)     | 410 (3,5%)     |
| Азијати           | 86 (0,6%)      | 83 (0,7%)      |
| Хиспаноамериканци | 306 (2,0%)     | 643 (5,5%)     |
| Укупно            | 15.378         | 11.701         |